# Encubrimiento (película)
Encubrimiento (título original: Undercover Heat) es una película estadounidense de suspenso y misterio de 1995, dirigida por Gregory Dark, escrita por Oola Bloome y Lalo Wolf, musicalizada por Ashley Irwin, en la fotografía estuvo Philip Hurn y los protagonistas son Athena Massey, Jeffrey Dean Morgan y Meg Foster, entre otros. El filme fue realizado por Axis Films International y Gernert/Garroni/Hippolyte Production; se estrenó el 11 de abril de 1995.

## Sinopsis
Una mujer policía está encubierta en un prostíbulo costoso, tiene que hallar a un homicida, mientras, se da cuenta de que ese rol le gusta demasiado.